# 妙操院
妙操院（みょうそういん、生年不詳 - 天保3年10月19日（1832年11月11日））は、江戸時代の女性。徳川家斉の側室。名は登勢。

## 経歴
父は梶勝俊。母は梶勝嘉の娘。子女は徳川斉脩室・峰姫、徳川治寶の養子となる徳川斉順、早世した寿姫・晴姫ら1男3女。
天保3年（1832年）に死去。享年は40代から50代ごろ。法名は妙操院性月良仁大姉。もしくは妙操院殿円誉性月良仁大姉。墓所は伝通院。池上本門寺紀伊徳川家墓所には「妙操院一重塔」がある。また徳川家茂、菊姫、庸姫、伊曾姫の祖母にあたる。